# Infidèles (série télévisée)
 (mai 2025).
Si vous disposez d'ouvrages ou d'articles de référence ou si vous connaissez des sites web de qualité traitant du thème abordé ici, merci de compléter l'article en donnant les références utiles à sa vérifiabilité et en les liant à la section « Notes et références ».
 (mai 2024).
La mise en forme du texte ne suit pas les recommandations de Wikipédia : il faut le « wikifier ».
Les points d'amélioration suivants sont les cas les plus fréquents. Le détail des points à revoir est peut-être précisé sur la page de discussion.
- Les titres sont pré-formatés par le logiciel. Ils ne sont ni en capitales, ni en gras.
- Le texte ne doit pas être écrit en capitales (les noms de famille non plus), ni en gras, ni en italique, ni en « petit »…
- Le gras n'est utilisé que pour surligner le titre de l'article dans l'introduction, une seule fois.
- L'italique est rarement utilisé : mots en langue étrangère, titres d'œuvres, noms de bateaux, etc.
- Les citations ne sont pas en italique mais en corps de texte normal. Elles sont entourées par des guillemets français : « et ».
- Les listes à puces sont à éviter, des paragraphes rédigés étant largement préférés. Les tableaux sont à réserver à la présentation de données structurées (résultats, etc.).
- Les appels de note de bas de page (petits chiffres en exposant, introduits par l'outil «  Source ») sont à placer entre la fin de phrase et le point final[comme ça].
- Les liens internes (vers d'autres articles de Wikipédia) sont à choisir avec parcimonie. Créez des liens vers des articles approfondissant le sujet. Les termes génériques sans rapport avec le sujet sont à éviter, ainsi que les répétitions de liens vers un même terme.
- Les liens externes sont à placer uniquement dans une section « Liens externes », à la fin de l'article. Ces liens sont à choisir avec parcimonie suivant les règles définies. Si un lien sert de source à l'article, son insertion dans le texte est à faire par les notes de bas de page.
- La présentation des références doit suivre les conventions bibliographiques. Il est recommandé d'utiliser les modèles {{Ouvrage}}, {{Chapitre}}, {{Article}}, {{Lien web}} et/ou {{Bibliographie}}. Le mode d'édition visuel peut mettre en forme automatiquement les références.
- Insérer une infobox (cadre d'informations à droite) n'est pas obligatoire pour parachever la mise en page.

Pour une aide détaillée, merci de consulter Aide:Wikification.
Si vous pensez que ces points ont été résolus, vous pouvez retirer ce bandeau et améliorer la mise en forme d'un autre article.
 (janvier 2025).
Infidèles, de son véritable titre Silsila Badalte Rishton Ka, est une série télévisée indienne en 295 épisodes de 22 minutes, créée par Ravi Bhushan, et diffusée entre le 4 juin 2018 et le 19 juillet 2019 sur Colors TV. Elle aborde les thèmes d'infidélité et d'abus dans le cercle marital.
Dans les pays francophones, elle a été pour la première fois diffusée du 31 décembre 2024 au 24 juillet 2025 (lundi-vendredi)[réf. nécessaire] sur Passion Bollywood.

## Synopsis
La série tourne autour d'un triangle amoureux entre Mauli Srivastav, Kunal Malothra et Nandini Verma, les deux derniers étant respectivement amants et amie de la première. Tout commence lors d'une soirée à laquelle tous trois sont conviés. Alors que Mauli y revoie Nandini après plusieurs années, son mari, Kunal, la rencontre pour la première fois tout en découvrant qu'elle est victime d'un mari abusif. Bientôt, le couple lui vient en aide, sans savoir qu'elle sera responsable de leur séparation plus tard. Car derrière les apparences, Kunal apprend à connaître Nandini, voire à l'aimer bien plus qu'une simple connaissance à sa femme.
La saison 2 se concentre sur la descendance des protagonistes, Mishti et Pari.

### Saison 1a
Mauli et Kunal Malothra forment un couple de médecins épanouie. Afin de parfaire leurs carrières respectifs, en outre gynécologue pour l'une et pédiatre pour l'autre, ils renoncent dans un premier temps à avoir des enfants, en installant un stérilet sur Mauli comme moyen de contraception.
Lors d'une soirée où ils ont été conviés, voici que les deux partenaires tombent sur le couple Thakur, dont l'épouse, Nandini, est reconnue comme étant la meilleure amie d'enfance de Mauli. À l'insu de tous il s'avère qu Rajdeep son mari est un homme violent qui la maltraite et la rabaisse constamment. Mais par amour pour lui, Nandini préfère rester à ses côtés, et même d'éviter de se confier sur ses problèmes conjugaux. D'un autre côté, Mauli qui s'est toujours méfié de Rajdeep au point où ses avertissements vis-à-vis de lui ont brisé son amitié avec elle il y a 8 ans, souhaite absolument rattraper le temps perdu avec son amie, quitte à partager son attention avec son mari. C'est entre autres ainsi que Malothra et Thakur commencent à se fréquenter et à se soutenir mutuellement.
Les choses sont restés telles qu'elles jusqu'à ce que Nandini, qui se découvre enceinte et incitée par Mauli, partage la nouvelle à Rajdeep. Lui qui ne voulait pas avoir d'enfants, devient encore plus agressif qu'avant. Lorsqu'à cause d'elle il perd un partenariat en refusant de s'offrir à son collaborateur pervers, il la bat et la laisse agoniser au beau milieu de la route, en pleine nuit. Grâce à Kunal qui l'y récupère et Mauli qui prend soin d'elle à l'hôpital, Nandini est hors de danger. Par contre, elle apprend que son bébé n'a pas survécu, et, dévastée, elle trouve la force nécessaire pour confronter Rajdeep, le quitter et même le livrer à la police une fois que la situation dégénère.
Maintenant libérée de Rajdeep, Nandini accepte la proposition de Mauli de l'héberger. Seulement Kunal qui craint pour son intimité, est réticent à l'idée de la recevoir chez lui. Sa mère et sa grand-mère, y résidant aussi, semblent tout autant mal à l'aise à la vue de leur nouvel invitée dont le statut d'épouse déchue les inconfortent de plus belle. Toutefois avec le temps, Nandini parvient à gagner la confiance de ses hôtes et à se faire accepter. En dépit de quelques coups bas fomentés par Rajdeep pour la nuire à distance, la jeune femme apprend petit à petit à reprendre sa vie en main et à y prendre goût.
Au bout de quelques mois, tout semble aller pour le mieux pour Nandini. Mais ce n'est hélas plus le cas pour le couple de Kunal et Mauli. Car à force de se préoccuper autant d'elle, de l'inclure dans pratiquement tous ses rendez-vous privés avec son mari et même de la laisser passer plus de temps avec lui en son absence, cette dernière ignore qu'elle est en train de les rapprocher inconsciemment. Le jour où finalement Kunal tombe amoureux de Nandini, celle-ci, par respect pour Mauli, décline ses avances et décide de quitter la maison.
Grâce à Mauli et un Kunal plein de regrets, Nandini trouve un nouvel appartement et y aménage. On croirait presque que l'idylle entre Kunal et elle s'est terminée, avant d'avoir commencé. Mais encore une fois, par la faute de Rajdeep, les deux finissent par commettre l'irréparable. Car le jour du mariage de son beau-frère, Kunal, qui pourtant avait l'intention de sauver Nandini d'une énième machination de Rajdeep visant à la torturer psychologiquement, lui a certes épargnée ce supplice, mais n'a pas hésité à céder à ses pulsions en couchant avec elle. D'un commun accord les deux décident de garder le secret sur cette trahison, ignorant que Rajdeep, en parfait sournois, détient les preuves visuels de leur acte.
Quelque temps plus tard, Nandini qui a donc franchi le pas avec Kunal, commence à éprouver des sentiments réciproques à son égard. Les deux commencent alors à entretenir une relation extra-conjugale à l'insu de Mauli, qui constate déjà la distance entre son mari et elle. Bientôt, la voici face à moultes avertissements de son entourage qui, contrairement à elle, remarque une proximité anormale entre sa meilleure amie et son époux. Bien que faisant la sourde oreille au départ, même après avoir vu les preuves que détenait Rajdeep, elle est confrontée à la triste réalité quand elle assiste de ses propres yeux à une étreinte passionnée entre Kunal et Nandini. Ces derniers, ne niant pas leur infidélité, passent aux aveux.
Pris de scrupules, Kunal quitte la maison, laissant une Mauli déprimée. De son côté, Nandini, elle aussi sous l'effet de la culpabilité, décide de prendre du recul avec Kunal. Blessé, celui-ci manque de se suicider, mais survit grâce aux secours qui l’emmènent à l’hôpital. Mais ce qu'il faut retenir, c'est qu'une fois à l'hôpital, voir Nandini affecter par l'accident de Kunal fait comprendre à Mauli à quel point Nandini tient à lui. Du coup, dans les jours qui suivent, elle décide de lancer la procédure de divorce pour laisser sa meilleure amie et son futur ex-mari vivre heureux ensemble.
Pensant pouvoir passer à autre chose, Mauli est malheureusement confrontée à trois problèmes dont elle doit absolument se conformer. La première se trouve dans sa demande de divorce étant donné que les tribunaux leur ont donné à Kunal et elle un délai d'un mois de vie commune avant tout verdict définitif. En second, il y a Dida, la grand-mère de Kunal, qui fait du chantage émotionnel pour les garder sous le même toit en tant que couple marié. Et pour finir, Mauli apprend qu'elle est enceinte de trois mois. En ce qui concerne ce dernier détail, elle décide de ne rien révéler à Kunal tant qu'elle n'est pas certaine si tout est terminé avec lui. Il n'empêche que nombreux parmi son entourage soit au courant pour sa grossesse, notamment sa belle-famille, Rajdeep puis finalement Nandini. Celle-ci, craignant d'être responsable de la rupture entre les parents d'un pauvre innocent à naître, décide de rompre avec Kunal, ce de manière définitif et en le convainquant de retourner dans son foyer. C'est ainsi que Kunal et Mauli en viennent à se réconcilier dans l'intérêt de leur bébé.
Dans le climax, un malentendu fait que Kunal croit que Mauli n'est pas enceinte et qu'elle en a justement inventé dans l'intention de le reconquérir. Furieuse par ses fausses allégations, elle confirme ses doutes en prétextant qu'effectivement qu'il n'a jamais été question d'enfant. Sans doute ravi d'entendre cette révélation étant donné qu'il n'y aura plus de quoi le retenir dans ce mariage en déclin, il s'empresse de signer les papiers de divorce pour rejoindre Nandini. Cette fois-ci, Mauli respecte sa décision, et ne le retient pas. Le lendemain, en larmes, elle brûle tous les souvenirs qu'elle a de lui dans la maison alors qu'à des kilomètres, Nandini se marie avec l'élu de son cœur.

### Saison 1b
8 ans ont passé. Mauli vit toujours auprès de sa belle-famille, avec sa fille Mishti. Depuis trois ans, elle fréquente Ishaan Khanna, qui agit comme l'homme de la maison, à la place de Kunal.
Quand la seconde partie de la saison commence, on découvre que Mishti s'est faite une nouvelle amie dans un camp de vacances. Son nom c'est Pari et il s'avère que c'est la fille de Kunal et Nandini. Sachez que si son père est très protecteur avec elle et ferait n'importe quoi pour elle, sa mère par contre n'est pas du tout présente dans sa vie pour la simple raison qu'elle est décédée d'un cancer. Cela fait que lorsque Pari rencontre Mauli, elle voit en elle une figure maternelle. De même pour Mishti, bien qu'ayant Ishaan comme père, elle ressent une certaine complicité zvec Kunal une fois que les deux se rencontrent.
Notons que pendant plusieurs épisodes, Kunal et Mauli seront très proches de leurs filles, mais jamais ils n'auront l'occasion de se voir ni même de savoir quel lien ils ont avec elles. Sauf qu'un jour de Diwali ils finissent par se rencontrer et les jours qui suivent, Kunal comprend qu'il est le père de Mishti. Par tous les moyens, il essaye de se faire une place dans la vie de sa fille, mais Mauli l'en empêche, prétextant que jusqu'à ce jour c'est Ishaan qui a pris sur lui toutes ses responsabilités.
Finalement, après un incident qui rendra Kunal amnésique et obligera tout le monde à se conformer à la situation en se comportant de la même manière qu'il y a 6 ans (au tout début de la série) dans l'attente de sa guérison, Mauli trouve la force pour pardonner à Kunal. Voyant qu'il n'avait plus de chances de faire partie de sa vie, car la jeune femme s'est trop prêté au jeu de l'épouse idéale de son rival au point de sembler s'en attacher, Ishaan décide de s'éloigner d'elle le plus loin possible en quittant le pays. La saison se termine alors sur un cliffhanger, étant donné que Mauli a le choix entre reprendre sa vie de couple marié avec Kunal pour le bien de sa fille, ou rejoindre l'amour de sa vie avant qu'il ne s'en aille pour toujours. Mauli finit par faire le choix de la raison.

### Saison 2
20 ans plus tard. Pari et Mishti ont bien grandi, et vivent sous le même toit que leur grand-mère paternelle et leur demi-frère, fils de Mauli et Ishan. Et alors que l'une a peur de l'engagement même en sachant que son ami Arnav est épris d'elle, l'autre est déjà fiancé à un homme aisé et aimable du nom de Veer.
Ruhan, le meilleur ami de Veer, a fait la rencontre de Pari et Mishti à des moments distincts. Bien qu'ayant fait bonne impression pour l'une, pour l'autre c'est tout le contraire. Mishti le considère comme un homme irrespectueux envers sa personne et se trouve être la seule à se méprendre totalement à son sujet. Malheureusement pour elle, sous l'insistance de Veer, sa grand-mère décide de faire de lui son nouveau locataire, les obligeant à tous les deux vivre sous le même toit.
Le temps passe. Ruhan arrive aisément à gagner la confiance de tout le monde, et devient même un modèle pour Hansh, le demi-frère rebelle de Mishti. Alors que Pari commence à éprouver des sentiments pour lui, il s'avère que celui-ci ressent quant à lui de l'amour pour sa sœur, mais le dissimule pour ne pas nuire au bonheur de Veer. Puis vient ensuite le fameux jour où, attaquée par des brigands dans la forêt et sauvée par celui qu'elle disait détester, Mishti se découvre des sentiments différents à l'égard du jeune homme.
Pour éviter de commettre la même erreur que ses parents, Mishti rompt ses fiançailles avec Veer, étant donné qu'elle ne voudrait pas lui être infidèle plus tard à cause de son amour pour Ruhan. Après ça, ce dernier et elle entament une liaison cachée, jusqu'à ce que Veer puisse être suffisamment prêt pour digérer la nouvelle. Ce qu'ils ignorent toutefois, c'est que depuis sa rupture, le jeune homme n'est plus le même. À l'inverse de Mauli à l'époque, il est devenu quelqu'un de détestable qui souhaite que Mishti soit aussi malheureux que lui. À son insu, ses parents iront jusqu'à planifier l'enlèvement raté de son ex fiancée pour démontrer leur soutien à son égard.
Le jour où il apprend que Mishti et Ruhan sont ensemble, il court rapporter ia nouvelle à Pari pour séparer les deux sœurs. Car aussi surprenant que cela puisse paraître, Arnav qui travaille pour lui, lui a un jour parlé des sentiments que Pari a à l'égard de Ruhan, étant lui-même son ami et confident. Résultat, pour éviter de faire de la peine à sa sœur, Mishti ment à Paris au sujet de sa nouvelle relation amoureuse, suite à une vive confrontation.
Plus tard, avec l'aide d'un Veer repenti de ses actes passés en ayant découvert ce que ses parents ont fait à la fille qu'il aime, Mishti cherche désormais à rapprocher Mishti et Ruhan. Pour ce faire, elle fait croire à ce dernier qu'elle ne l'aime plus, et qu'il éprouve toujours des sentiments pour son ex-fiancé. À contre-cœur, Ruhan rompt avec Mishti, puis accepte enfin l'amour de Paris.
Dans le climax, un double-mariage est organisée pour Mishi-Veer et Pari-Ruhan. En pleine cérémonie, Mishti s'effondre et une fois à l'hôpital on découvre qu'elle est atteint d'une maladie qui nécessite une greffe d'organe. Pari se dévoue pour faire le don d'organes en question, et Veer, quant à lui, comprend enfin que Ruhan est sincèrement amoureux de Mishti en voyant son inquiétude. Ensemble avec Pari, il décide de le laisser vivre avec son véritable amour, donc Mishi. Dans la dernière scène, on apprend finalement que Mishti et Ruhan, mariés et heureux, ont fait loué un appartement voisin à celui où tous les protagonistes ont vécu et vivent toujours d'ailleurs.

## Distribution
Personnages principaux
- Aditi Dev Sharma dans le rôle du Dr Mauli Srivastav Khanna (Saison 1) - la fille de Jyoti ; la sœur de Mayank ; L'ami d'enfance de Nandini ; L'ex-femme de Kunal ; la femme d'Ishaan ; La mère de Mishti et Ansh
- Shakti Arora dans le rôle du Dr Kunal Malhotra (Saison 1) - le fils de Radhika ; l'ex-mari de Mauli ; le veuf de Nandini; Le père de Mishti et Pari
- Drashti Dhami dans le rôle de Nandini Malhotra (Saison 1) – l'amie d'enfance de Mauli ; l'ex-femme de Rajdeep ; la deuxième épouse de Kunal ; La mère de Pari

Personnages secondaires
- Kinshuk Mahajan dans le rôle d'Ishaan Khanna (Saison 1)– le fils de Sandhya ; le mari de Mauli ; le père d'Ansh ; Le beau-père de Mishti
- Tejasswi Prakash dans le rôle de Mishti Malhotra Khanna (Saison 2) - la fille de Mauli et Kunal ; la belle-fille d'Ishaan ; La demi-soeur de Pari et Ansh ; La femme de Ruhaan 
  - Maisha Dixit dans le rôle de l'enfant Mishti Malhotra Khanna (Saison 1b)
- Aneri Vajani dans le rôle de Pari Malhotra (Saison 2)– la fille de Nandini et Kunal ; la demi-soeur de Mishti ; La sœur adoptive d'Ansh
- Abhinav Shukla dans le rôle de Rajdeep Thakur (Saison 1) – le fils de Parvati ; L'ex-mari de Nandini
- Kinshuk Mahajan dans le rôle d'Ishaan Khanna (Saison 1b)– le fils de Sandhya ; le mari de Mauli ; le père d'Ansh ; Le beau-père de Mishti
- Kunal Jaisingh dans le rôle de Ruhaan (Saison 2)– l'ami d'enfance de Veer ; Le mari de Mishti
- Rohan Gandotra dans le rôle de Veer Verma (Saison 2) – le fils de Naina et Sushant ; L'ami d'enfance de Ruhaan ; L'ex-fiancé de Mishti

## Production

### Développement
Au départ la série devait originalement s'intituler  « Bawre Nain » mais les créateurs ont opté pour « Silsila Badalte Rishton Ka » qui peut se traduire comme Séquences de relations changeantes. Aussi, d'après l'une des actrices de la distribution, l'intrigue ne devait à l'origine pas se centrer sur le thème d'infidélité, mais plutôt sur l'amitié entre deux amis et deux couples et sur la façon dont les circonstances se déroulent dans leur vie.

## Liste des épisodes
| Saison | Saison | Épisodes | Inde            | Inde            |
| Saison | Saison | Épisodes | Début de saison | Fin de saison   |
| ------ | ------ | -------- | --------------- | --------------- |
|        | 1      | 196      | 4 juin 2018     | 4 mars 2019     |
|        | 2      | 99       | 5 mars 2019     | 19 juillet 2019 |

## Controverses
Au cours de sa diffusion originale, certains spectateurs n'étaient pas satisfaits du scénario et ont reproché aux créateurs et aux acteurs principaux d'avoir diffusé du contenu sur les relations extraconjugales à la télévision nationale. trollant le casting principal de la série sur les sites de réseaux sociaux, quelques uns d'entre eux ont réagi à leurs commentaires avec véhémence. C'est notamment le cas de Shakti Arora, le principal concerné parmi les personnages Infidèles de la série.
De même, dans la communauté francophone, le spectacle a reçu les mêmes réactions mitigés dans les réseaux. S'acharnant principalement au personnage de Nandini, fort est de constater que leur animosité s'est amenuisé à partir de la seconde moitié de la première saison, alors que ce personnage est évincé de la trame originale.

## Anecdotes
- Cette série est l'une des rares à briser le cliché des antagonistes sociopathes des feuilletons indiens.
  - En dehors de Rajdeep dans la première partie de la saison, il n'y a pas réellement d'antagonistes.
  - À l'inverse des autres émissions où les méchants enlèvent, torturent, discréditent ou planifient le meurtre des protagonistes, la série fait abstraction de toute cette violence extrême.
- Le couple principal, celui de Mauli et Kunal, est l'une des rares des feuilletons indiens à ne pas finir ensemble.
- À partir la deuxième saison, tous les personnages en dehors de Radhika la mère de Kunal, sont effacés de l'intrigue.
  - La série se tourne maintenant vers la deuxième génération, avec les problèmes de cœur de Pari et Mishti.
- Ironiquement l'histoire de Mauli et Nandini se répète au travers de celle de leur progéniture. Alors que les deux femmes luttaient pour le même homme, leurs enfants en font de même.
  - La différence par contre, c'est que Pari et Mishti étaient prêts à sacrifier leur bonheur pour voir l'autre heureuse, même si cela implique céder Ruhan, leur intérêt amoureux en commun.
- L'actrice Aditi Dev Sharma qui incarne Mauli a fait un camée dans deux épisodes de la deuxième saison.
- La fratrie principale de la nouvelle génération n'est pas constituée par un lien de sang direct. Mishti, l'aînée, est la fille de Mauli et Kunal ; Pari, la cadette, est la fille de Kunal et Nandini ; Hansh, le benjamin, est quant à lui le fils unique de Mauli et de son nouveau fiancé Ishan.